# Carrie (TV-film)
Carrie är en amerikansk TV-film från år 2002 med Angela Bettis i huvudrollen. Filmen är baserad på Stephen Kings bok med samma namn. Filmen regisserades av David Carson och är en nyinspelning av Brian De Palmas film Carrie från år 1976. Det är en uppdaterad version av originalet.

## Handling
Carrie White blir mobbad i skolan, och i hemmet är det inte mycket bättre. En dag upptäcker Carrie att hon har övernaturliga krafter – hon kan få saker att röra sig med hjälp av tankekraft.
Det ska hållas en skolbal på gymnasiet där Carrie går, och det oväntade händer – Carrie blir bjuden till balen av skolans populäraste och snyggaste kille. Men när det visar sig att det hela bara är ett spratt så tycker Carrie att det har gått för långt och bestämmer sig för att hämnas med hjälp av sina krafter.

## Rollista (urval)
- Angela Bettis - Carrie White
- Patricia Clarkson - Margaret White
- Tobias Mehler - Tommy Ross
- Kandyse McClure - Sue Snell